# Луис Фонси
Луис Алфонсо Родригез Лопез-Сеперо (шп. Luis Alfonso Rodríguez López-Cepero; Сан Хуан, 15. април 1978), познат по уметничком имену Луис Фонси (Luis Fonsi), порторикански је певач, текстописац и глумац, најпознатији по песми Despacito.

## Биографија
Фонси је рођен 15. априла 1978. у Сан Хуану, као најстарије дете Алфонса Родригеза и Делије „Тате” Лопез-Сеперо. Браћа и сестре су му Жан Родригез (који је такође певач), Татјана Родригез и Рамон до Салоти.
Како је одрастао, Фонси је показивао знакове да ће музика постати његов живот — као дете, имитирао је звезде популарне групе Менудо и учланио се у Дечји хор Саун Хуана.
Након што је провео у континенталном САД око месец, Фонси је научио енглески готово као матерњи. Похађао је Средњу школу „Др Филипс” и учествовао у групи под називом Биг гајс (енгл. Big Guys — досл. „велики момци”). Певали су на школским забавама и локалним фестивалима. Један од чланова групе, Џои Фатон, касније се прикључио Енсинку.
Године 1995, Фонси је уписао Државни универзитет Флорида да би студирао музику. Такође се укључио у школски хор и певао са Симфонијским оркестром Града Бирмингема.
Године 2007, Луис Фонси је изабран да буде део жирија нове верзије групе Латино бој бенд Menudo. Бенд би био фузија урбане, поп и рок музике на енглеском и шпанском језику за производњу неколико албума са ознаком Сони BMG Epic Records. Неколико аудиција је одржано у различитим градовима као што су Лос Анђелес, Далас, Мајами и Њујорк, између осталог. Фонси је био део такмичења у Даласу у којем су, поред радио водитеља Данијела Луне, изабрали такмичаре, а у њиховим селекцијама, звезда која је у успону ХК Гонзалез била је 1 од 25 одабраних.
Пошто му је музика била тако важан део живота, учио је о њој на Флоридском универзитету од којег је добио пуну стипендију (смер Вокално извођење). Укључивши се у универзитетски хор, омогућено му је да путује и наступа широм света; правио је демо снимке и у Мајамију. Недуго после овога, понуђен му је уговор да снима за Јуниверсал мјузик Латин.

## Дискографија

### Студијски албуми
- Comenzaré (1998)
- Eterno (2000)
- Amor Secreto (2002)
- Abrazar la vida (2003)
- Paso a Paso (2005)
- Palabras del Silencio (2008)
- Tierra Firme (2011)
- 8 (2014)

### Компилације
- Remixes (2001)
- Fight the Feeling (2002)
- Éxitos 98:06 (2006)
- Romances (2013)

### ДВД-ови
- Luis Fonsi Live (2004)
- Éxitos 98:06 Los Videos (2006)

## Турнеје
- Comenzaré (1998—99)
- Eterno (2000—01)
- Amor Secreto (2002)
- Abrazar la vida (2003—04)
- Paso a Paso (2005—06)
- Palabras del Silencio (2009—10)
- Tierra Firme (2011—13)
- Somos Uno (2014—15)
- Love + Dance (2017)

## Награде
2004
- Песма године (Despacito)

### Ло нуестро
2007
- Мушки уметник године (поп)

2009
- Мушки уметник године (поп)

2010
- Мушки уметник године (поп)
- Песма године (поп)
- Колаборација године (опште)

### Хувентуд
2006
- Најврелија романса

2007
- Мода: Има стила

2009
- Мода: Има стила
- Музика: Перфектна комбинација
- Музика: Уметник момента
- Музика: Најзаразнија мелодија
- Музика: ЦД за умрети
- Музика: Најбоља балада
- Музика: Омиљени поп уметник
- Музика: Мој идол је
- General: Најврелија романса (поделио са Адамари Лопез)

## Филмографија

### ТВ
- Amantes de Luna Llena (2000); специјално гостовање
- Taina (2001); специјално гостовање
- Corazones al límite (2004); Рој
- Llena de amor (2010); специјално гостовање